# Nemorilla parva
Nemorilla parva là một loài ruồi trong họ Tachinidae.